# Beat H. Gähwiler
Beat H. Gähwiler (* 10. Februar 1940 in Zug, Schweiz) ist ein Schweizer Professor emeritus der Neurowissenschaften am Institut für Hirnforschung der Universität Zürich.

## Leben
Beat Gähwiler studierte Physik und Mathematik an der Universität Freiburg (Schweiz) und der Universität Basel, wo er 1969 doktorierte und sich 1979 habilitierte. Nach drei Jahren als Postdoktorand an der University of California, Berkeley setzte er seine Tätigkeit bei der Firma Sandoz in Basel als Leiter eines Forschungslabors fort. Gleichzeitig unterrichtete er an der Universität Basel. 1987 wurde Gähwiler auf eine Professur für Neurophysiologie am Institut für Hirnforschung der Universität Zürich berufen, an dem er bis 2005 als Direktor bzw. Kodirektor wirkte. 1996 erhielt Gähwiler eine Berufung als Newton-Abraham Gastprofessor an der University of Oxford und wurde Professorial Fellow am Lincoln College. Zusätzlich verbrachte er Forschungsaufenthalte am Department of Pharmacology der Australian National University in Canberra, am Department of Neurological Surgery der University of Washington in Seattle, und am Institute of Biomedicine der Universität Sevilla.
Gähwiler war mit der Archäologin und Ethnologin Theres Gähwiler-Walder (1943–2012) verheiratet. Er nahm an vielen ihrer Feldstudien in Kolumbien teil.

## Forschungsschwerpunkte
Gähwiler forschte an der Schnittstelle von Neurophysiologie, Morphologie und Pharmakologie. Um Nervengewebe unter gut kontrollierten experimentellen Bedingungen zu untersuchen, entwickelte er die organotypische Slice Kultur Technik, mit der dünne Scheiben von Nervengewebe aus beliebigen Hirnregionen von jungen Ratten oder Mäusen für mehrere Wochen bis Monate in vitro gehalten werden können. Neuartige organoide Hirnkulturen bauen zum Teil auf Methoden auf, die mit der Slice Kultur Technik entwickelt wurden.
Gähwiler untersuchte die Netzwerkaktivität in drei Hirnregionen: Kleinhirn, Hypothalamus und Hippocampus. Seine frühen Arbeiten im Kleinhirn gehörten zu den ersten quantitativen pharmakologischen Untersuchungen an kultiviertem ZNS-Gewebe. Mit Hilfe fortschrittlicher elektrophysiologischer und mikrofluorometrischer Methoden konnte Gähwiler die Typen von Aminosäurerezeptoren auf Purkinjezellen und die Art der Kletterfaserantworten in olivo-zerebellären Ko-Kulturen identifizieren.
Im Hypothalamus konzentrierte sich seine Forschung auf die Charakterisierung von Interaktionen zwischen kokultiviertem hypothalamischem und hypophysärem Gewebe, auf die Identifizierung der Chemosensitivität hypothalamischer Neuronen und auf die Mechanismen, die an der Erzeugung endogener Rhythmizität beteiligt sind.
Im Hippocampus hat Gähwiler wichtige Beiträge auf den Gebieten der Opioide, des Acetylcholins, der Epilepsie, der Aminosäurerezeptoren und der synaptischen Plastizität publiziert. Besonders interessant waren die Studien über cholinerge Interaktionen im Hippocampus, die in Zusammenarbeit mit David Brown durchgeführt wurden. In septo-hippocampalen Ko-Kulturen reduzierte die Stimulation cholinerger Fasern bestimmte Kaliumströme und lieferte damit die erste Beschreibung cholinerger langsamer exzitatorischer postsynaptischer Ströme im zentralen Nervensystem von Säugetieren. Darüber hinaus konnte die Gruppe von Gähwiler zeigen, dass die Aktivierung metabotroper Glutamatrezeptoren Effekte hervorruft, die eine Aktivierung cholinerger Fasern simulieren.
Fragen zum Ursprung und zur Ausbreitung epileptischer Aktivität im Hippocampus waren für Gähwiler von grossem Interesse. Zusammen mit Scott Thompson untersuchte er die Rolle von Ionentransportern bei der Modulation von GABAergen Synapsen und charakterisierte die präsynaptischen Rezeptoren, die die Freisetzung von Neurotransmittern kontrollieren. Diese Mechanismen sind an der Entstehung epileptiformer Aktivität beteiligt. Es gelang ihnen auch, ein in vitro Modell der chronischen Epilepsie zu entwickeln, um die morphologischen und funktionellen Folgen einer langfristigen Übererregung zu analysieren.
Von besonderer Bedeutung sind die Leistungen von Gähwiler’s Team bei der Untersuchung verschiedener Aspekte der synaptischen Plastizität und der Entwicklung neuronaler Netzwerke im Hippocampus. In bahnbrechenden Arbeiten zeigten sie das Potential von Slice-Kulturen zur Untersuchung der Eigenschaften der synaptischen Übertragung und der Plastizität zwischen monosynaptisch gekoppelten Zellpaaren. Darüber hinaus zeigten sie, dass die fortgesetzte Aktivierung von AMPA-Rezeptoren für die Aufrechterhaltung der Struktur und der Funktion zentraler glutamaterger Synapsen notwendig ist, während die Aktivierung von NMDA-Rezeptoren die Anzahl synaptischer Verbindungen während der Entwicklung des Hippocampus begrenzt. Darüber hinaus wurde in einer Entwicklungsstudie festgestellt, dass Stammzellen in hippocampalen Slice-Kulturen generiert werden und sich normal in den hippocampalen Schaltkreis integrieren.

## Auszeichnungen
- 1970–1972: Forschungsstipendium, Schweizerische Akademie der Medizinischen Wissenschaften
- 1988: Robert Bing Preis, Schweizerische Akademie der Medizinischen Wissenschaften[11]
- 1989: Preis der Doerenkamp-Zbinden Stiftung[12]

## Funktionen und Mitgliedschaften
- 2001–2008: Präsident der Roche Research Foundation, Basel
- 2002–2006: Vorsitzender des Fachbeirates, Biozentrum der Universität Basel
- 2011: Ehrenmitglied der Swiss Society for Neuroscience[13]
- 2014: Ehrenmitglied der Schweizerischen Akademie der Medizinischen Wissenschaften[14]